# 普顺镇
普顺镇，是中华人民共和国重庆市垫江县下辖的一个乡镇级行政单位。

## 行政区划
普顺镇下辖以下地区：
梨树社区、新桥村、仁合村、迎风村、磨滩村、长柏村、青龙村、东湖村、红岩村、渡口村、跃进村、东风村和凤林村。